# Le Jour plus
Le Jour est un quotidien ivoirien.

## Histoire
Créé en 1994 et tirant à 10 000 exemplaires, Le Jour est l'un des quelques quotidiens à ne pas être une extension d'un parti politique.
Naguère réputé pour son professionnalisme, Le Jour s’était imposé comme une référence de la presse privée ivoirienne. Mais le journal a traversé une crise financière et éditoriale qui a opposé devant les tribunaux les actionnaires et le directeur de publication, Diégou Bailly, également actionnaire. La mise en minorité de D. Bailly par les autres actionnaires fait suite à des accusations de mauvaise gestion et de dérive éditoriale causant la chute des ventes (de 20 000 à 10 000 exemplaires) et des recettes publicitaires (de près de 45 %).
L’ancien directeur de publication a été condamné à 6 mois de prison ferme pour faux et usage de faux et un mois de prison ferme pour faux et usage de faux et escroquerie. Les priorités définies par les responsables de journal, dont A. Sangaré le nouveau directeur de la rédaction, sont maintenant le redressement de la ligne éditoriale, le renforcement et l’assainissement de la gestion, la recapitalisation, la reconquête des annonceurs et l’informatisation de la rédaction.
Lors de la crise post-électorale, les miliciens des Jeunes Patriotes ont à plusieurs reprises déchiré des publications jugées hostiles au pouvoir et cassé des kiosques qui vendaient des publications considérées comme soutenant l'opposition ou les rebelles.[réf. nécessaire]